# Candy☆Boy
『Candy☆Boy』（キャンディ ボーイ）は、AICによる短編Webアニメ。AICが提唱するアニメプロジェクト「アニメ2.0」の第1作である。
『Candy☆Boy』自体は全1話で、2007年11月22日に超!アニメロとニコニコ動画で、後にGyaOで無料配信開始された。
新シリーズ『Candy boy』全7話が、2008年から2009年にかけてニコニコ動画で配信開始された。

## 解説
本作は双子でありながらお互いの事が好きな東京の高校に通う櫻井雪乃・奏姉妹の日常を描く学園コメディである。題名に「Boy」が含まれるが、モブキャラクターを除いて男性は登場しない。
2007年12月5日にMEILINの歌でリリースされる音楽CD「Candy☆Boy」に付属して販売された。アニメはこの楽曲をイメージして制作されている。
2008年5月2日からは新シリーズ『Candy boy』がニコニコアニメチャンネルで配信が開始され、2009年5月8日までに全7話が配信された。また、2008年8月13日に発売された主題歌シングルには、新作OVAを収録したDVD付きバージョンがある。

## 登場人物
櫻井 奏（さくらい かなで）
声 - 生天目仁美
高校2年生、美術部所属。6月21日生まれ。血液型AB型。身長162cm・体重57kg。スリーサイズ：B83/W60/H89。黒髪。
雪乃の双子の妹。進学のため北海道から雪乃と共に上京し、学生寮に住んでいる。美術大学への進学を希望しているが、雪乃と離れるのは嫌であり、日々葛藤している。趣味は画を描くことと、おまけのボトルキャップ集め。
物事を深く考えすぎるきらいがあるが、雪乃曰く「カナちゃんはたまに変なスイッチが入る」との言葉通り、クリスマスプレゼントでおそろいのピアスを買うため、衝動的に帰郷の為の費用を使い込んでしまったり、夢に出た雪乃の子キツネのコスプレ？のような空想のものをデッサンの課題に描いて提出してしまい、進級が危なくなるなど後先考えず暴走することがある。
櫻井 雪乃（さくらい ゆきの）
声 - 柚木涼香
高校2年生、水泳部所属。6月21日生まれ。血液型AB型。身長163cm・体重55kg。スリーサイズ：B85/W58/H91。茶髪。
奏の双子の姉。やや電波の入っている天然だが、成績は優秀。1日1回は奏を怒らせ、ほっぺを引っ張られている。そのため、雪乃のほっぺはよく伸びかなりやわらかくなった。趣味は部活の水泳とブログ、奏の写真を撮ること。
家族へのお土産を渡す前に食べてしまい奏に怒られるが、実はもう一箱買ってあることを奏には内緒にしてあるなど、好きな相手にちょっかいを出す子供のようにワザと奏を怒らせている節がある。
神山 咲夜（かみやま さくや）
声 - 加藤英美里
高校1年生、水泳部所属。8月17日生まれ。血液型A型。身長147cm。スリーサイズ：B91/W56/H85。
雪乃の部活の後輩。奏を偏愛しており、雪乃を買収して奏の写真や持ち物を密かに集めたりと、ストーカーのような行動をしている。裏表のある性格で実は結構黒い。大手ゼネコンの社長令嬢であり、家は超が付くほどのお金持ちだが、お嬢様のために少々浮世離れしている。実家通学だが、ある目的のために「無理矢理入寮計画」を画策している。趣味はネットオークションとカヌー、奏の観察。
櫻井 雫（さくらい しずく）
声 - 小林ゆう
中学1年生。9月28日生まれ。血液型AB型。身長143cm・体重43kg。スリーサイズ：B71/?/?。
奏と雪乃の妹で重度の姉ちゃんっ子。小学校と中学校が隣なので必ず姉と登下校していたが、姉二人の上京後、寂しさゆえかやや不登校ぎみ。寒いのが苦手でそれも不登校の一因のようである。基本的に奏と雪乃の仲は賛成派。
趣味は姉で遊ぶ事。

## スタッフ
- 監督 - ほしかわたかふみ
- 脚本 - ほしかわたかふみ、鈴木雅詞（EXエピソード）
- キャラクターデザイン - 波部崇
- キャラクターデザイン (Candy boy) - うめつゆきのり
- 美術監督 - 宮本実生
- 色彩設計 - 日比智恵子
- コンポジットディレクター (Candy☆Boy) - 津田涼介
- コンポジットディレクター (Candy boy) - 加藤友宜
- 編集 - 右山章太
- 音楽 - 杉山正明、TAKA
- プロデューサー (Candy☆Boy) - 小田桐克典
- プロデューサー (Candy boy) - 高橋憲一
- アニメーションプロデューサー - 福家日左夫
- アニメーション制作 - AIC
- 製作 (Candy☆Boy) - DREAMUSIC・
- 製作 (Candy boy) - Candyboy PROJECT
- 主題歌 (Candy boy) - nayuta「Bring up…LOVE」（2008年8月13日）

## DVD
| 発売日         | DVD                                       | 収録話数    | DJCD               | 品番      |
| -------------- | ----------------------------------------- | ----------- | ------------------ | --------- |
| 2008年12月10日 | 「Candy boy」DVD Vol.1                    | 1 - 4       | パジャマパーティー | BMBL-0005 |
| 2009年06月24日 | 「Candy boy」DVD Vol.2 (Lovely Version)   | 5 - 7, EX02 | ホワイトパーティー | BMBL-0007 |
| 2009年06月24日 | 「Candy boy」DVD Vol.2 (Friendly Version) | 5 - 7, EX02 | ブルーパーティー   | BMBL-0008 |

全2巻だが、第2巻は2種類ある。各巻にDJCDが付属する。
ドワンゴ・エージー・エンタテインメント / BinaryMixx Records から発売。

## 各話サブタイトルと配信日
| 話数 | サブタイトル                             | 配信開始/発売  | 無料配信開始   | 無料配信終了   | 最初のURL |
| ---- | ---------------------------------------- | -------------- | -------------- | -------------- | --------- |
| -    | なし（Candy☆Boy）                        | 2007年11月22日 | 2007年11月22日 | -              | ?         |
| 1    | episode:01「フタリノキョリ」             | 2008年05月02日 | 2008年05月02日 | -              |           |
| 2    | episode:02「コレクダサ…イ？」            | 2008年06月21日 | 2008年06月21日 | 2008年11月25日 |           |
| -    | episode:EX01「ミライヨホウズ」           | 2008年08月13日 | -              | -              | -         |
| 3    | episode:03「コエラレナイカベ」           | 2008年09月26日 | 2008年09月26日 | 2008年11月25日 |           |
| 4    | episode:04「ユキワリソウカナ…」          | 2008年11月07日 | 2008年11月07日 | 2008年11月25日 |           |
| 5    | episode:05「ア―――…ンムッ！」             | 2008年12月29日 | 2009年01月09日 | 2009年03月13日 |           |
| 6    | episode:06「ソノサキニアルコト」         | 2009年03月06日 | 2009年03月13日 | 2009年05月15日 |           |
| 7    | episode:07「サクラサク？」               | 2009年05月08日 | 2009年05月15日 | 2009年07月01日 |           |
| -    | episode:EX02「シアワセキョウユウリロン」 | 2009年06月24日 | -              | -              | -         |

『Candy☆Boy』は、ニコニコ動画では無期限で無料配信されている。ただし、ニコニコアニメチャンネル開設時の2008年4月2日からは再アップロードされた修正版が配信されている。
『Candy boy』は、ニコニコ動画で、第1話は無期限で無料配信、2話からは期間限定で無料配信・無期限で有料配信されている。ただし、ニコニコアニメチャンネルからニコニコチャンネルへの移行期と重なったため、配信形態は複雑である。各話に対し、ニコニコチャンネルから無期限に配信される有料（第1話のみ無料）動画と、ニコニコアニメチャンネルから期間限定で配信された無料動画とがある。
1 - 4
まず無料動画が配信され、2008年11月25日にいったん配信終了したのち、2008年12月5日に有料（第1話のみ無料）動画が配信された。
5 - 7
まず有料動画が配信され、遅れて無料動画が期間限定で配信された。5 - 6話の無料動画が配信終了すると、次回（6 - 7話）の無料動画が配信開始した。
『Candy boy』にはパッケージソフト収録の未配信エピソードが2つある。
EX01
主題歌CD「Bring up …LOVE」付属DVDに収録。
EX02
DVD第2巻（最終巻）に収録。なお「Episode:08」と同じものである。

## 漫画
『月刊コミックフラッパー』で、2009年12月号から2010年10月号まで連載。作画は峠比呂。
『フラッパーモバイル』でも、モバイル版が無料配信されていた。単行本には漫画版とモバイル版の双方が収録され、監督のほしかわたかふみがゲストとして寄稿している。
単行本
- DRM/2008CP（原作）・峠比呂（作画） 『Candy boy』 メディアファクトリー〈MFコミックス フラッパーシリーズ〉、全2巻
  1. 2010年6月30日初版第1刷発行（2010年6月23日発売）、ISBN 978-4-8401-3331-9
  2. 2010年12月31日初版第1刷発行（2010年12月22日発売）、ISBN 978-4-8401-3724-9

## ラジオ
『web Radio Candy boy〜かなちゃんのいぬ間に〜』全20回が、『Candy boy』に並行して、2008年7月18日から2009年6月12日までの不定期金曜日に、ニコニコ動画のニコニコアニメチャンネルで配信された。
パーソナリティは柚木涼香 (櫻井雪乃 役) と加藤英美里 (神山咲夜 役)。ゲストとして第4回（2008年9月12日）に生天目仁美 (櫻井奏 役)。なおサブタイトルの「かなちゃんのいぬ間に」は、櫻井奏（かなちゃん）がいないことを示している。
第10回・第11回（2008年12月5日・19日）は、カラオケボックスパセラとのコラボレーション企画「ニコニコアニメチャンネル×パセラ」の一環として、パセラ秋葉原店で収録された。
コーナーは:
- ○○××境界線
- 想像くぇすちょん→あんさー
- Candy boy a-word

このほか、DJCD計3枚がDVDに付属する。